# 채림
채림(본명: 박채림, 1979년 3월 28일~)은 대한민국의 배우이다.

## 학력
- 서울대은초등학교 (졸업)
- 은평중학교 (졸업)
- 문산제일고등학교 (졸업)
- 서울예술대학 방송연예과 (중퇴)

## 방송/연예

### 드라마

#### 타방송사
- 1993년 MBC 정전특집극 《뜨거운 강》
- 1994년 MBC 메디컬드라마 《종합병원》 ... 정연우 역
- 1994년 MBC 미니시리즈 《도전》
- 1994년 MBC 농촌드라마 《전원일기》
- 1995년 SBS TV쇼 시트콤 《점프챔프 - 남녀공학》 - 박채림 역
- 1996년 SBS 일일연속극 《엄마의 깃발》 - 서윤미 역
- 1997년 MBC 일요아침드라마 《짝》 - 수정 역
- 1997년 MBC 특집드라마 《딸의 선택》 - 소영 역
- 1997년 SBS 월화드라마 《여자》
- 1997년 MBC 일일시트콤 《남자 셋 여자 셋》 - 이제니의 두 살 어린 이복 고모 이예은 역(단역)
- 1997년 MBC 일일연속극 《방울이》 - 김방희 역
- 1998년 MBC 미니시리즈 《수줍은 연인》
- 1998년 SBS 아침드라마 《엄마의 딸》 - 보애 역
- 1998년 SBS 청춘시트콤 《나 어때》 - 채소연 역
- 1999년 MBC 미니시리즈 《흐르는 것이 세월뿐이랴》 - 박정민 역
- 1999년 SBS 특별기획 《카이스트》 - 박채영 역
- 1999년 SBS 아침드라마 《그녀의 선택》
- 1999년 MBC 청춘시트콤 《점프》
- 1999년 MBC 주말연속극 《사랑해 당신을》 - 봉선화 역
- 2000년 MBC 미니시리즈 《이브의 모든 것》 - 진선미 역
- 2000년 SBS 드라마 스페셜 《여자만세》 - 김서영 역
- 2000년 MBC 국군의 날 특집극 《에어포스》 - 김진경 대위 역
- 2001년 MBC 미니시리즈 《네 자매 이야기》 - 정유진 역
- 2002년 SBS 드라마 스페셜 《지금은 연애중》 - 윤호정 역
- 2009년 MBC 주말연속극 《잘했군 잘했어》 - 이강주 역
- 2010년 SBS 미니시리즈 《오! 마이 레이디》 - 윤개화 역

#### KBS
- 1995년 KBS 미니시리즈 《갈채》
- 1996년 KBS2 단막극 《드라마게임 - 현금에 손대지 말라》 - 김정혜 역
- 1998년 KBS 일일연속극 《살다보면》 - 은혜 역
- 1998년 KBS 옴니버스드라마 《세 바구니의 행복》
- 1999년 KBS 미니시리즈 《우리는 길 잃은 작은 새를 보았다》 - 김시내 역
- 2003년 KBS 주말연속극 《저 푸른 초원 위에》 - 성연호 역
- 2004년 KBS 미니시리즈 《오! 필승 봉순영》 - 봉순영 역
- 2007년 KBS 미니시리즈 《달자의 봄》 - 오달자 역
- 2008년 KBS 미니시리즈 《강적들》 - 차영진 역

#### 그 외 방송사
1995년 HBS 주간단막극 《작은 영웅들》

### 연극
- 1999년 《딸부잣집》 ... 이무란[2] 역 (주연)
- 2000년 《약한 자의 슬픔》 ... 엘리자베스 역 (주연)

### 뮤지컬
- 2001년 《아가씨와 건달들》 ... 미스 애들레이드 역 (여자 주연)

### CF
- 1994년 ~ 1995년 해태제과 덴티큐 (치과의사 정동인과 공동 출연)
- 1995년 해태제과 텐더롤
- 1995년 해태제과 리틀텐
- 1995년 해태htb 무설탕 강식혜 (김수미와 공동 출연)
- 1995년 대성가정학습 톱클래스 (정준과 공동 출연)
- 1995년 공익광고협의회 어른 공경 공익광고 (서재경과 공동 출연)
- 1996년 F&C코오롱 캐스케이드
- 1996년 큐닉스컴퓨터 큐씨네칼라
- 1997년 농심 양파링
- 1999년 KT 원샷018 (SBS 카이스트 팀으로 출연)
- 1999년 롯데칠성 델몬트 콜드 (SBS 카이스트 팀으로 출연)
- 1999년 오리온 이츠
- 1999년 아모레퍼시픽 라네즈 프레시 컨트롤 에센스
- 1999년 ~ 2001년 애경 포인트 화이트 머드 히팅마스크/화이트 머트 폼 (유지태와 내래이션 출연)/오일프리 클렌징 크림
- 1999년 ~ 2000년 한국GM 마티즈/마티즈CVT (차태현과 공동 출연)
- 2000년 NH투자증권 (감우성과 공동출연)
- 2000년 롯데푸드 구구콘 ([박원식 (1981)]와 공동 출연)
- 2000년 현대약품 미에로화이바
- 2000년 대우전자 디지털냉장고
- 2000년 CJ제일제당 쁘띠첼
- 2000년 하이홈닷컴
- 2001년 롯데푸드 패션플럼
- 2002년 전자랜드 (송재호와 공동 출연)
- 2008년 KT MEGA TV

### 중국 드라마
| 방영 연도 | 제목                                   | 배역                                   |
| --------- | -------------------------------------- | -------------------------------------- |
| 2014      | 사아전기 (중국어 정체자: 傻兒傳奇)     | 추핑 (중국어 정체자: 秋萍)             |
| 2013      | 이씨가문 (중국어 정체자: 李家大院)     | 이씨부인 (중국어 정체자: 李大奶奶)     |
| 2010      | 애상여주파 (중국어 정체자: 愛上女主播) | 1화 특별출연                           |
| 2006      | 강희비사 (중국어 정체자: 康熙秘史)     | 혁사리황후 (중국어 정체자: 赫舍里皇后) |
| 2005      | 신취타금지 (중국어 정체자: 新醉打金枝) | 승평공주 (중국어 정체자: 升平公主)     |
| 2005      | 설역미성 (중국어 정체자: 雪域迷城)     | 왕조황후 (중국어 정체자: 王朝皇后)     |
| 2004      | 정정애금해 (중국어 정체자: 情定愛琴海) | 관효동 (중국어 정체자: 關曉彤)         |
| 2004      | 양문호장 (중국어 정체자: 楊門虎將)     | 반어언 (중국어 정체자: 潘語諺)         |

## 참고 사항
- 본인이 출연한 드라마 중에 <정정애금해>가 있는데 이 작품은 iTV 중국드라마 시리즈 5번째로 한국 배우가 주연을 맡았고 이 시리즈 중 처음으로 한국 배우가 주연을 맡은  <모던 패밀리>(워 아이 니) 출연진 중의 한 명인[3] 이태란은 해당 작품 스케줄과 맞물려  SBS 여인천하 캐스팅 제의를 포기했으며[4] 채림이 이 작품 캐스팅 물망에 한때 거론됐으나 사극이란 이유로 거절했다[5].

## 수상
- 1998년 MBC 연기대상 신인상
- 1999년 MBC 연기대상 인기상, 베스트커플상
- 2000년 제36회 백상예술대상 TV부문 여자신인연기상
- 2000년 SBS 연기대상 인기상
- 2006년 남방중국영상 오스카상 국제 큰별상
- 2007년 중국BQ시상식 가장 좋아하는 아시아스타상
- 2007년 KBS 연기대상 여자 최우수연기상